# Elie Tini
Elie Tini, est un joueur de pétanque français. 

## Clubs
- ?-? : AB Croisette Cannes (Alpes-Maritimes)

## Palmarès

### Séniors

#### Championnats du Monde
Troisième
- Triplette 1977 (avec Ange Arcolao et Raymond Frescura) :  Équipe de France 3

#### Championnats de France
Champion de France
- Triplette 1976 (avec Ange Arcolao et Raymond Frescura) : AB Croisette Cannes